# Comisiones Interministeriales

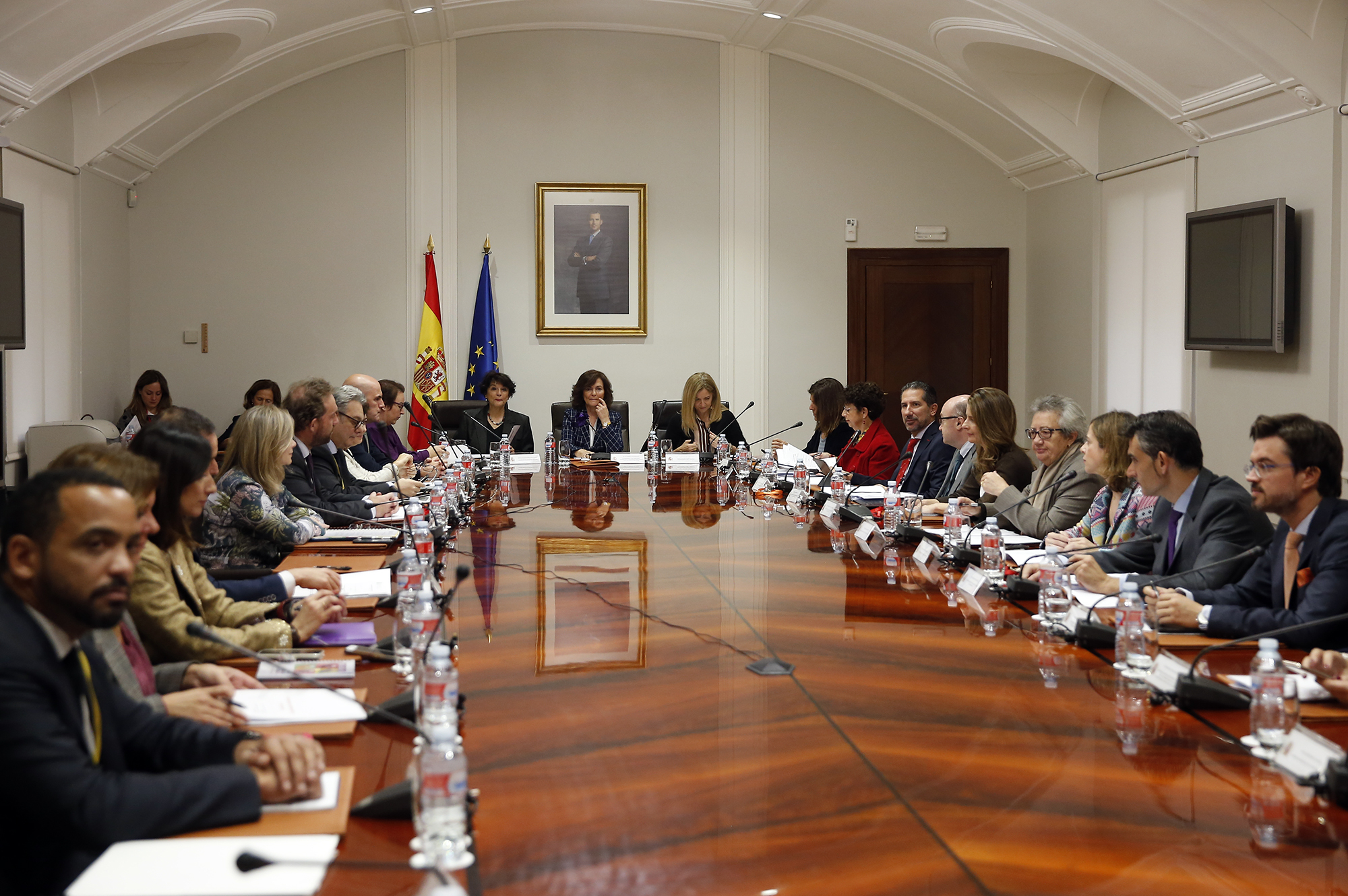
La Comisión Interministerial de Igualdad reunida el 7 de noviembre de 2018.

Las Comisiones Interministeriales son órganos colegiados de trabajo de la Administración General del Estado y que, integrados por representantes de dos o más departamentos, tienen por finalidad el estudio, la información adecuada y, en su caso, la propuesta de resolución al Gobierno de cuestiones que afecten a varios Ministerios.

## Regulación actual
Actualmente estas comisiones se encuentran reguladas en los artículos veintiuno y veintidós de la Ley de Régimen Jurídico del Sector Público de 2015, dos artículos idénticos a la anterior regulación de la Ley de Organización y Funcionamiento de la Administración General del Estado de 1997.
El artículo 21 prevé la existencia de este tipo de comisiones cuando por su composición afecta a dos o más departamentos ministeriales. Además, a ellas pueden acudir «representantes de otras administraciones públicas» u «organizaciones representativas de intereses sociales, así como otros miembros que se designen por las especiales condiciones de experiencia o conocimientos que concurran en ellos» si estos aceptaren participar.
En el artículo siguiente, la Ley exige para su creación de una norma específica con rango inferior a la ley, es decir, con rango reglamentario. El tipo de norma varía según la composición de la comisión:
- Real Decreto, en el caso de los órganos colegiados interministeriales cuyo presidente tenga rango superior al de director general.
- Orden ministerial conjunta, para los órganos colegiados interministeriales cuya presidencia tenga rango inferior a director general.

Según este artículo 22, a este tipo de órganos colegiados se les puede asignar tres tipos de competencias:
- Competencias decisorias.
- Competencias de propuesta o emisión de informes preceptivos que deban servir de base a decisiones de otros órganos administrativos.
- Competencias de seguimiento o control de las actuaciones de otros órganos de la Administración General del Estado.

## Regulación histórica
La razón de ser de las comisiones interministeriales es la reforma administrativa sufrida en España tras abandonar el antiguo régimen e instaurar un estado liberar con una fuerte burocracia gubernamental orientada en torno a un Gobierno dividido en departamentos ministeriales. Estos departamentos ministeriales eran en origen órganos rígidos y jerarquizados incapaces de dar soluciones —sobre todo económicas— a cuestiones que afectaban a diferentes áreas de gobierno. Ante esta situación, aparecen las comisiones interministeriales.
Algunos ejemplos históricos son la Comisión Interministerial para el estudio y reglamentación de la educación física y la instrucción premilitar de 1925, presidida por José Villalba Riquelme o las comisiones integradas en el Alto Estado Mayor en 1957 como la Comisión Interministerial de Estadística, la Comisión Interministerial de Cooperación Aeroterrestre o la Comisión Interministerial de Transmisiones.
Debido a la gran cantidad de comisiones interministeriales —entre 1958 y 1970 se crearon 408— y su importancia político-administrativa, en 1965 se aprobó un decreto —desarrollado en 1969— que por primera vez regulaba estas comisiones.
Este decreto de 1965 definía las comisiones interministeriales como «aquellos órganos colegiados de trabajo que se constituyen por acuerdo del Consejo de Ministros o de las Comisiones Delegadas del Gobierno o por resolución de la Presidencia del Gobierno, y que, integrados por representantes de dos o más Departamentos, tienen por finalidad el estudio, la información adecuada y, en su caso, la propuesta de resolución al Gobierno de cuestiones que afecten a varios Ministerios». El decreto preveía asimismo un registro de comisiones y, cuando estas cumpliesen el objetivo para lo que fueron creadas, la propia presidencia del Gobierno las suprimiría.
Ya en la etapa democrática y con la Constitución de 1978 plenamente vigente, esta normativa quedó obsoleta, siendo recogida en normas posteriores como la Ley 6/1997, de 14 de abril, de Organización y Funcionamiento de la Administración General del Estado que preveía y regulaba estas comisiones, regulación que se mantiene en nuestros días con la Ley de Régimen del Sector Público de 2015.

## Comisiones actuales
Algunas comisiones interministeriales son:
- Comisión Interministerial de Defensa.
- Comisión Interministerial para Asuntos de la Unión Europea
- Comisión Interministerial de Extranjería.
- Comisión Interministerial de Turismo.
- Comisión Interministerial de Estadística.
- Comisión Interministerial de Precios de los Medicamentos.
- Comisión Interministerial para la incorporación de la metodología BIM en la contratación pública.
- Comisión Interministerial para el Cambio Climático y la Transición Energética.
- Comisión Interministerial para la incorporación de criterios ecológicos en la contratación pública.
- Comisión Interministerial de Estrategias Marinas.
- Comisión Interministerial de Coordinación de la Administración Periférica del Estado.
- Comisión Interministerial para la evaluación y acreditación de las competencias profesionales adquiridas por experiencia laboral.
- Comisión interministerial del Plan nacional de acción para la inclusión social.
- Comisión interministerial de coordinación en materia de tratados y otros acuerdos internacionales.
- Comisión Interministerial para la Cooperación al Desarrollo.
- Comisión interministerial de política aeroespacial internacional.
- Comisión interministerial de política marítima internacional.
- Comisión Interministerial Permanente de Armas y Explosivos.
- Comisión Interministerial de Coordinación de la Administración Periférica del Estado.
- Comisión Interministerial de Igualdad entre mujeres y hombres.